# Capsigrany pàl·lid
El capsigrany isabelí o capsigrany pàl·lid (Lanius isabellinus) és una espècie d'ocell de la família dels lànids (Laniidae) que habita boscos clars, matolls, sabanes, estepes i terres de conreu des de l'Iran i la vora oriental de la mar Càspia, cap a l'est, fins a Mongòlia i zones properes de Rússia i la Xina.
El 14-11-2015 es va veure, a Solsona, el capsigrany pàl·lid per primera vegada a Catalunya.